# Servitude
Servitude is een stripserie van scenarist Fabrice David en tekenaar Eric Bourgier. Bij het opzetten van de reeks dachten de auteurs aan vijf boeken genoeg te hebben, het zijn er uiteindelijk zes geworden. Het eerste deel verscheen in 2006 en wordt uitgegeven door uitgeverij Daedalus. 

## Verhaal
Servitude is een fantasy reeks dat zich afspeelt op een imaginaire wereld. Hier heerst Garantiel, een verre nazaat van Afænor, de eerste koning van de Mensen over het Koninkrijk van de Zonen van de Aarde. Het koninkrijk is in gevaar en wordt bedreigd door de Drekkars, een menselijk ras dat zich ooit in een ver verleden door de Draken heeft laten verleiden de bovenwereld te verlaten en ondergronds te gaan wonen, afgesloten van de rest van de wereld. 

## Achtergrond
In het begin werd de aarde bevolkt door de Machten. Toen de mens verscheen, verkozen dezen om een lichamelijke vorm aan te nemen: draken, giganten, engelen, sirenen en feeën. De Machten werden de leraren van de mensen, maar er ontstond onder hen hartstocht en tweedracht en een  tijdperk van grote oorlogen en strijd zette uiteen. Er verstreken duizenden jaren, de draken overleefden de strijd en trokken zich terug onder de grond, de giganten verdwenen, de sirenen trokken zich terug in de diepte van de oceanen en de engelen en de feeën verwerden tot mythen. Sindsdien zijn opnieuw duizend jaar voorbijgegaan, en de Zonen van de aarde hebben grote koninkrijken gesticht als de Drekkars uit de benedenwereld tevoorschijn komen en een bedreiging vormen voor de vrede.  

## Opbouw albums
Om een goed begrip te krijgen van de wereld in Servitude hebben de auteurs extra informatie toegevoegd in de vorm van voorwoorden en dossiers die de geschiedenis behelsen over politiek, cultuur en maatschappij. Ieder album vangt aan met een gedicht, legende of brief, waarna het eigenlijke stripverhaal volgt met achterin het naslagwerk.

## De albums
| Nummer | Titel                        | Verschenen | Uitgeverij |
| ------ | ---------------------------- | ---------- | ---------- |
| 1      | De zang van Anoroer          | 2007       | Daedalus   |
| 2      | Drekkars                     | 2009       | Daedalus   |
| 3      | Het afscheid van de koningen | 2012       | Daedalus   |
| 4      | Iccrins                      | 2015       | Daedalus   |
| 5      | Shalin 1                     | 2018       | Daedalus   |
| 6      | Shalin 2                     | 2021       | Daedalus   |